# Шпак-білощок мінданайський
Шпак-білощо́к мінданайський (Goodfellowia miranda) — вид горобцеподібних птахів родини шпакових (Sturnidae). Ендемік Філіппін. Це єдиний представник монотипового роду Мінданайський шпак-білощок (Goodfellowia), названого на честь Волтера Гудфеллоу, англійського мандрівника, орнітолога і колекціонера.

## Опис

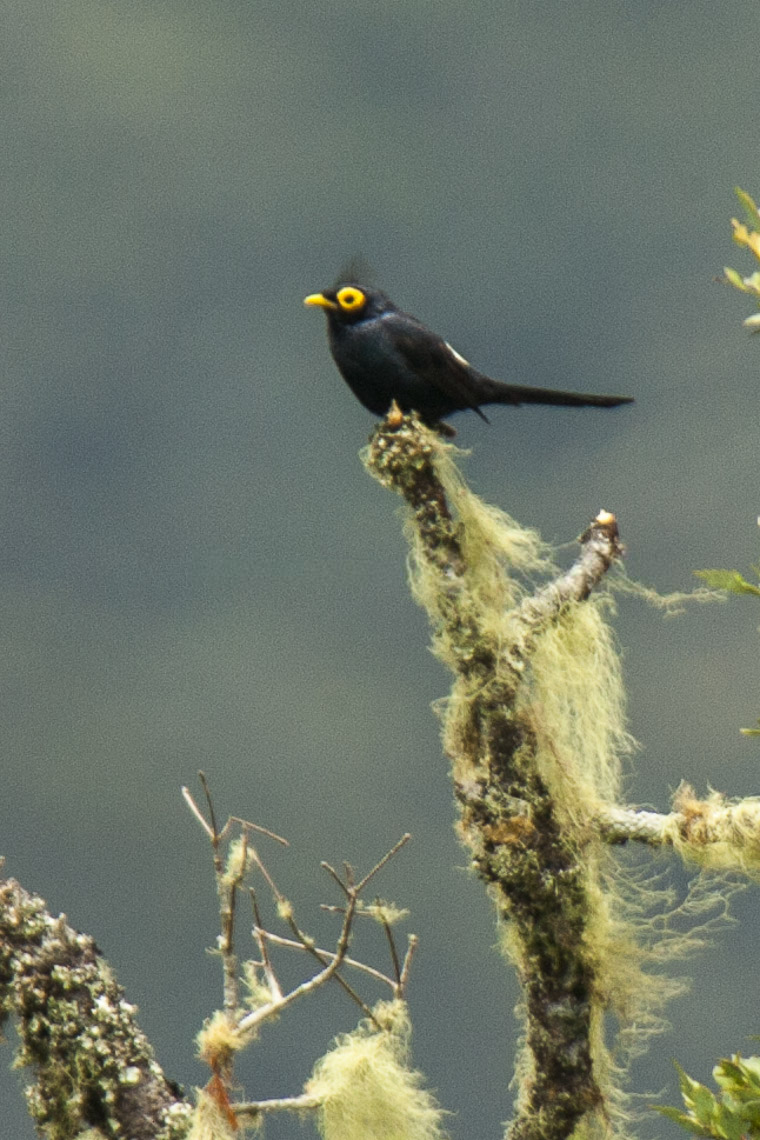
Мінданайський шпак-білощок

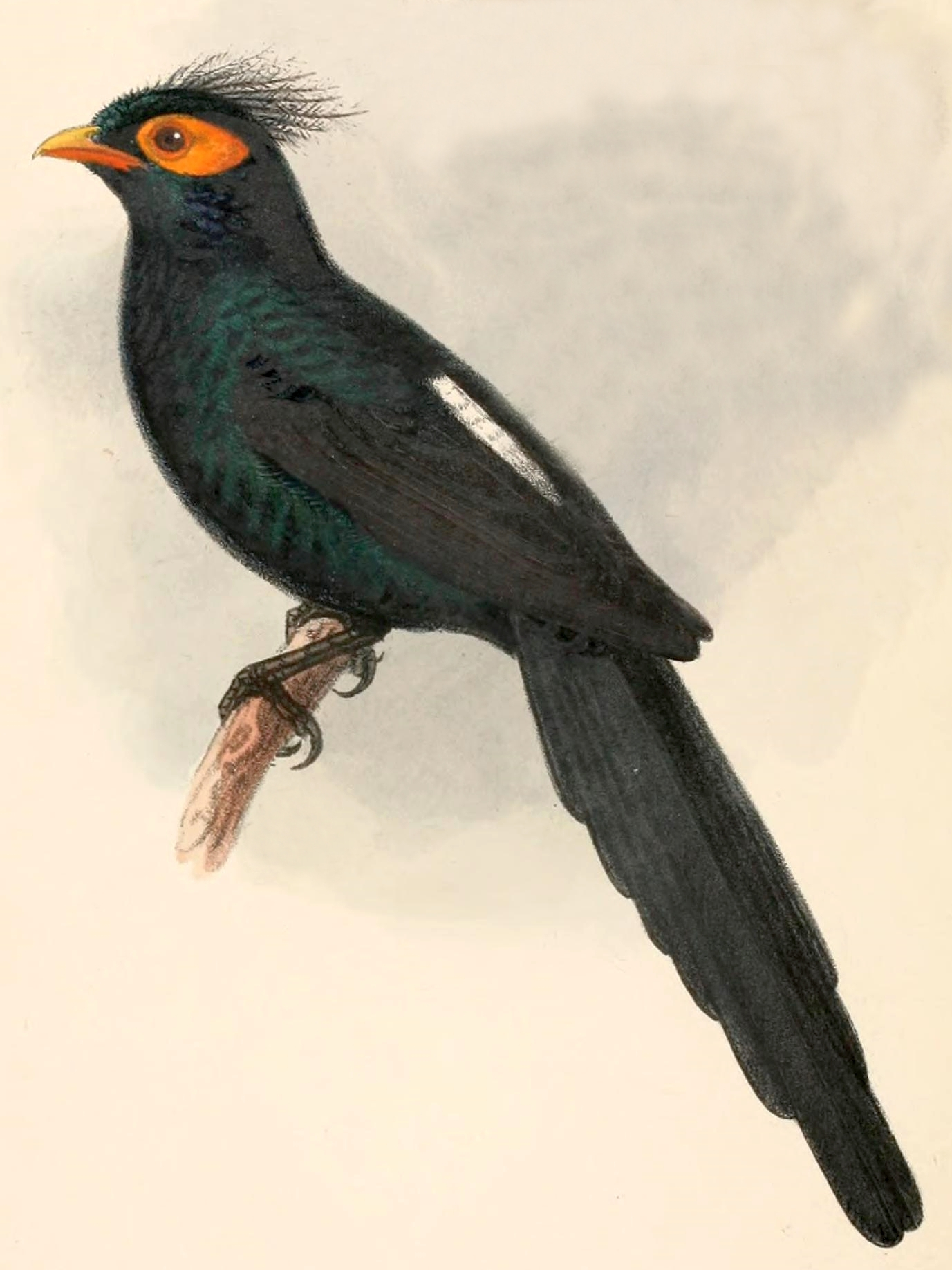
Мінданайський шпак-білощок

Довжина птаха становить 30 см, враховуючи довгий, східчастий хвіст, вага 110 г. Забарвлення переважно чорне, блискуче, за винятком білої плями на нижній частині спини. На голові помітний чуб. Навколо очей великі ділянки голої жовтої шкіри. Крила темно-шоколадно-коричневі, хвіст чорнувато-коричневий. Очі жовті або жовтувато-карі, дзьоб жовтий, лапи оливково-жовті. Виду не притаманний статевий диморфізм. У молодих птахів забарвлення менш блискуче, кінчики пер охристі.

## Поширення і екологія
Мінданайські шпаки-білощоки є ендеміками острова Мінданао. Вони живуть у вологих гірських тропічних лісах, зокрема в горах Даґґаян, Кітанґлад і Апо. Зустрічаються на висоті понад 1250 м над рівнем моря.

## Поведінка
Мінданайські шпаки-білощоки зустрічаються поодинці, парами і зграйками, які іноді можуть включати від 20 до 50 птахів. Іноді приєднуються до змішаних зграй птахів. Живляться плодами і комахами. Гніздяться в дуплах, зокрема в покинутих дуплах дятлів, в яких розміщують гнізда, зроблені з листя і гілочок.

## Збереження
МСОП класифікує стан збереження цого виду як близький до загрохливого. Мінаданійським шпакам-білощокам може загрожувати знищення природного середовища.